# Sikun Labyrinthus
Il Sikun Labyrinthus è una struttura geologica della superficie di Titano.